# Chulo
Chulo – osiedle typu miejskiego w Gruzji, w republice Adżarii. W 2014 roku liczyło 1007 mieszkańców.